# Jack Shea
John Amos "Jack" Shea, född 7 september 1910, död 22 januari 2002, var en amerikansk skridskoåkare.
Shea blev olympisk guldmedaljör på 500 meter och 1 500 meter vid vinterspelen 1932 i Lake Placid.